# Fiat A.21
Il Fiat A.21 era un motore aeronautico a 12 cilindri a V di 60° raffreddato ad acqua, prodotto dall'azienda italiana Fiat Aviazione negli anni venti del XX secolo.

## Sviluppo
Progettato dall'ingegnere Giulio Cesare Cappa venne costruito fra il 1924 e il 1925 in pochi esemplari a scopo sperimentale, con l'intento di produrre un motore di qualità per l'aeronautica italiana del tempo.

## Descrizione tecnica
Propulsore aeronautico a 12 cilindri suddivisi in due blocchi a V di 60°, raffreddato a liquido, e munito di compressore e riduttore. I cilindri erano realizzati in acciaio, ed avvitati in un monoblocco di alluminio fuso, comprendente teste, camicie, condotti, e scatole di distribuzione.
Erano presenti riduttori 1:2 con ammortizzatori a frizione.
La sovralimentazione era data da un doppio compressore tipo Root, posto anteriormente, in alto. Carburatori posizionati in basso, e dietro la coppa.
L'avviamento avveniva tramite un motorino elettrico.

### Fonti
1. ↑   Jotti da Badia Polesine, Annuario dell'Aeronautica Italiana, Milano, Libreria Aeronautica, 1934,  p. 200.
2. 1 2 3 4 5 6 7 8  Mancini 1936, p. 271.